# Enemies Closer
Enemies Closer (2013) é um filme de ação e suspense produzido nos Estados Unidos, dirigido por Peter Hyams com atuações de Jean-Claude Van Damme, Tom Everett Scott e Orlando Jones.
Sua estreia no Brasil ocorreu em 10 de dezembro de 2014, sob o título Aliança Mortal.